# Aleksandr Sidjakin
Aleksandr Sidjakin (en russe : Александр Иванович Сидякин), né le 6 juin 1949, à Moscou, dans la République socialiste fédérative soviétique de Russie (Union soviétique), est un ancien joueur russe de basket-ball. 

## Palmarès
- 3e du championnat du monde 1970
- Finaliste du championnat d'Europe 1975